# Фаи-лез-Отре
Фаи́-лез-Отре́ (фр. Fahy-lès-Autrey) — коммуна во Франции, находится в регионе Франш-Конте. Департамент — Верхняя Сона. Входит в состав кантона Отре-ле-Гре. Округ коммуны — Везуль.
Код INSEE коммуны — 70225.

## География
Коммуна расположена приблизительно в 280 км к юго-востоку от Парижа, в 55 км северо-западнее Безансона, в 55 км к западу от Везуля.

## Население
Население коммуны на 2010 год составляло 109 человек.
| 1962 | 1968 | 1975 | 1982 | 1990 | 1999 | 2010 |
| ---- | ---- | ---- | ---- | ---- | ---- | ---- |
| 153  | 151  | 123  | 116  | 105  | 114  | 109  |

## Экономика
В 2010 году среди 68 человек трудоспособного возраста (15—64 лет) 49 были экономически активными, 19 — неактивными (показатель активности — 72,1 %, в 1999 году было 68,2 %). Из 49 активных жителей работали 47 человек (26 мужчин и 21 женщина), безработных было 2 (1 мужчина и 1 женщина). Среди 19 неактивных 7 человек были учениками или студентами, 6 — пенсионерами, 6 были неактивными по другим причинам.